# Adams River (British Columbia)
Adams River este un râu situat în British Columbia, Canada, el are izvorul în munții Monashee Mountains și se varsă în lacul Shuswap Lake.